# Sainete
Sainete (od saín, z łac. sagīna ’sadło, przysmak’) – hiszpański gatunek dramatyczny, krótkie sztuki komediowe.
W XVII wieku termin ten stosowano wymiennie z entremés jako nazwę odmiany intermedium. W XVIII wieku nazwa sainete zaczęła oznaczać jednoaktowe utwory sceniczne w formie obrazka obyczajowego. Wystawiano je między aktami lub na zakończenie przedstawienia, trwały zatem nie więcej niż dwadzieścia minut. Utwory tego gatunku pisane były językiem potocznym (niekiedy z wulgaryzmami), operowały żartem i przesadą. Bohaterami mogli być przedstawiciele różnych warstw społecznych (najczęściej mieszkańcy Madrytu) – rzemieślnicy, duchowni, panowie, drobni przestępcy, biedacy. Czołowym twórcą sainete w XVIII wieku był Ramón de la Cruz. Pod koniec XIX wieku gatunek przywrócił dla teatru Carlos Arniches. Po nim uprawiali go także bracia Serafín i Joaquín Álvarez Quintero.